# Walter Iglesias
Walter Matías Iglesias (Rosario, 18 aprile 1985) è un calciatore argentino, centrocampista svincolato.